# Ożanka właściwa
Ożanka właściwa (Teucrium chamaedrys L.) – gatunek rośliny należący do rodziny jasnotowatych (Lamiaceae).

## Rozmieszczenie geograficzne
Występuje dziko w Afryce Północnej (Algieria, Tunezja, Maroko), w środkowej i południowo-wschodniej Europie i w Azji Zachodniej aż po Ural i Iran. W Polsce rzadka, spotykana głównie na Wyżynie Lubelskiej, Roztoczu, Polesiu i w dolinie Wisły od ujścia Sanu do ujścia Wieprza. Na nielicznych stanowiskach występuje jeszcze w Niecce Nidziańskiej, Bramie Krakowskiej i w Karpatach (tutaj tylko na jednym stanowisku w Małym Grojcu w Kotlinie Żywieckiej).

## Morfologia
PokrójNiewielki półkrzew, o wysokości do 40 cm. Posiada liczne, podnoszące się i dołem zdrewniałe pędy. Są odstająco owłosione (czasami tylko krawędzie łodygi). Roślina nie tworzy rozłogów.
ŁodygaWzniesiona, rozesłana, dźwigająca się, owłosiona. Rozgałęziona, często purpurowo nabiegła.
LiścieUlistnienie naprzeciwległe. Liście jajowate, wcinano karbowane, o tępym wierzchołku i nasadzie klinowato zwężającej się w ogonek.
KwiatyWyrastają po 6 w nibyokółkach w kątach przysadek mniejszych od liści. Nibyokółki kwiatów wyrastają blisko siebie w szczytowej części pędu tworząc nibygrono. Kwiaty grzbieciste. Kielich o zaostrzonych, trójkątnych ząbkach. W górnej części posiada wyraźną siateczkową nerwację. Korona jasnopurpurowa, o długości 10–15 mm.
OwocKulistawa rozłupka o długości 1,5–2 mm i powierzchni bardzo słabo siateczkowatej.

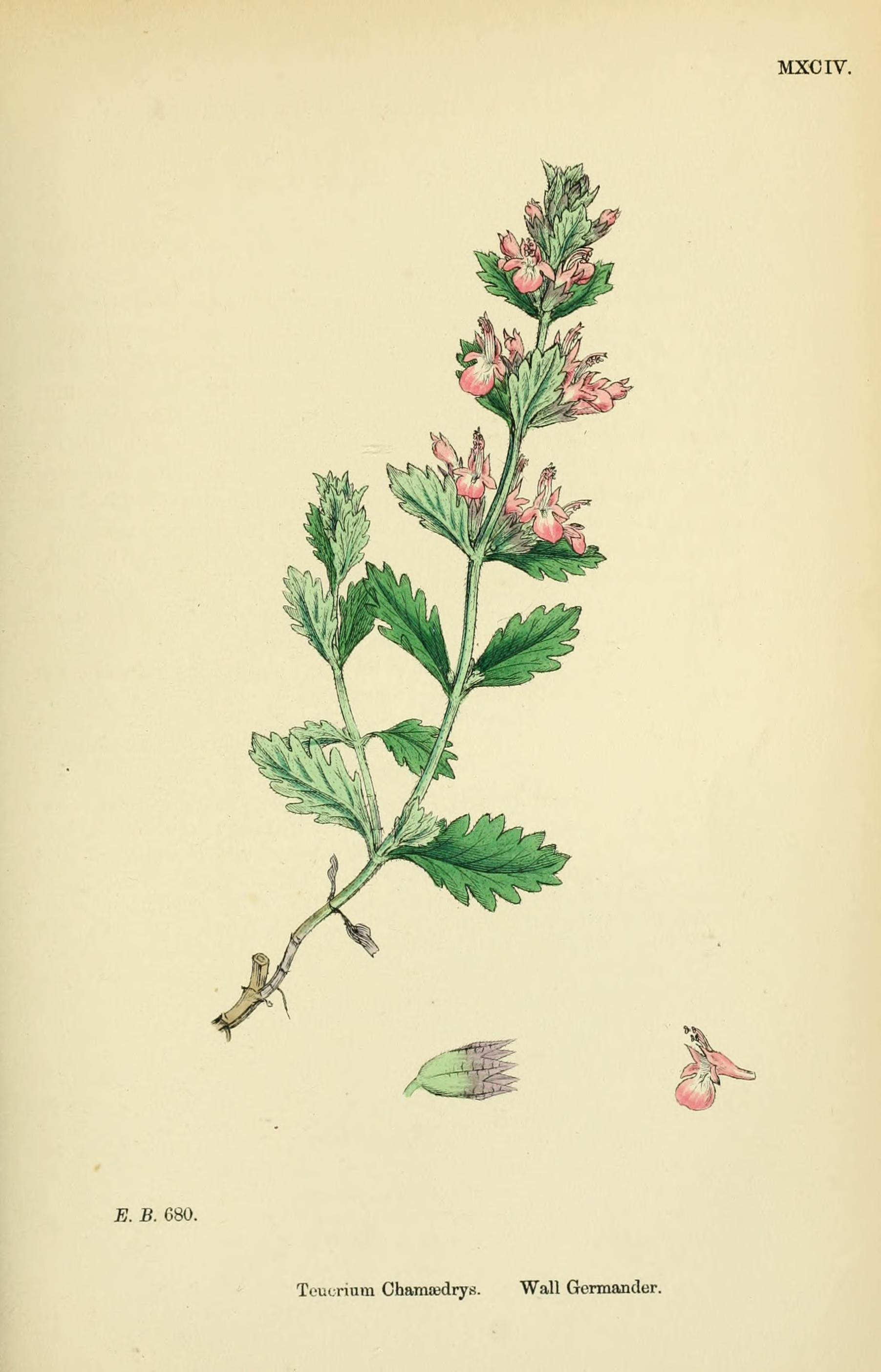
Morfologia
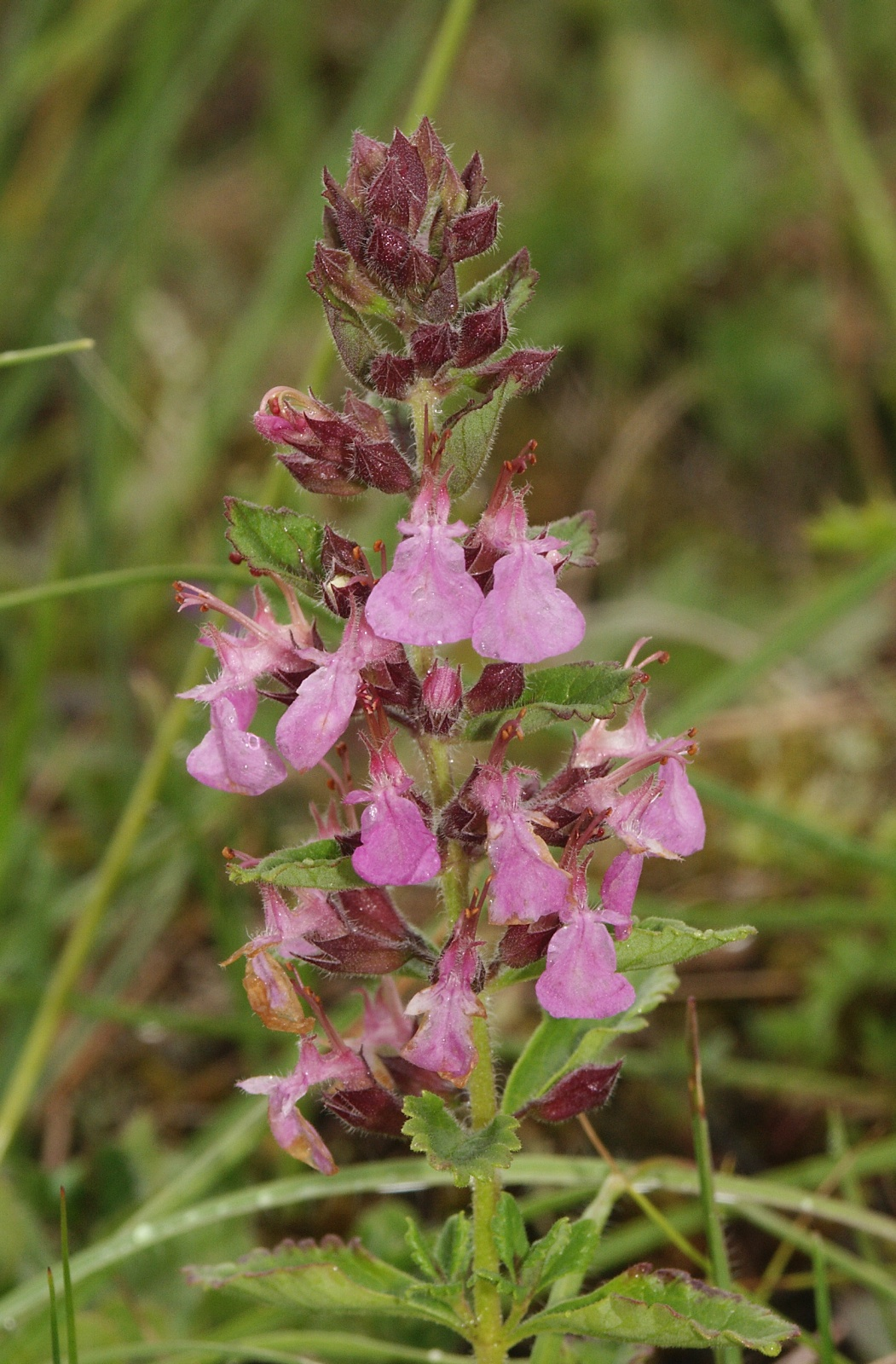
Kwiatostan
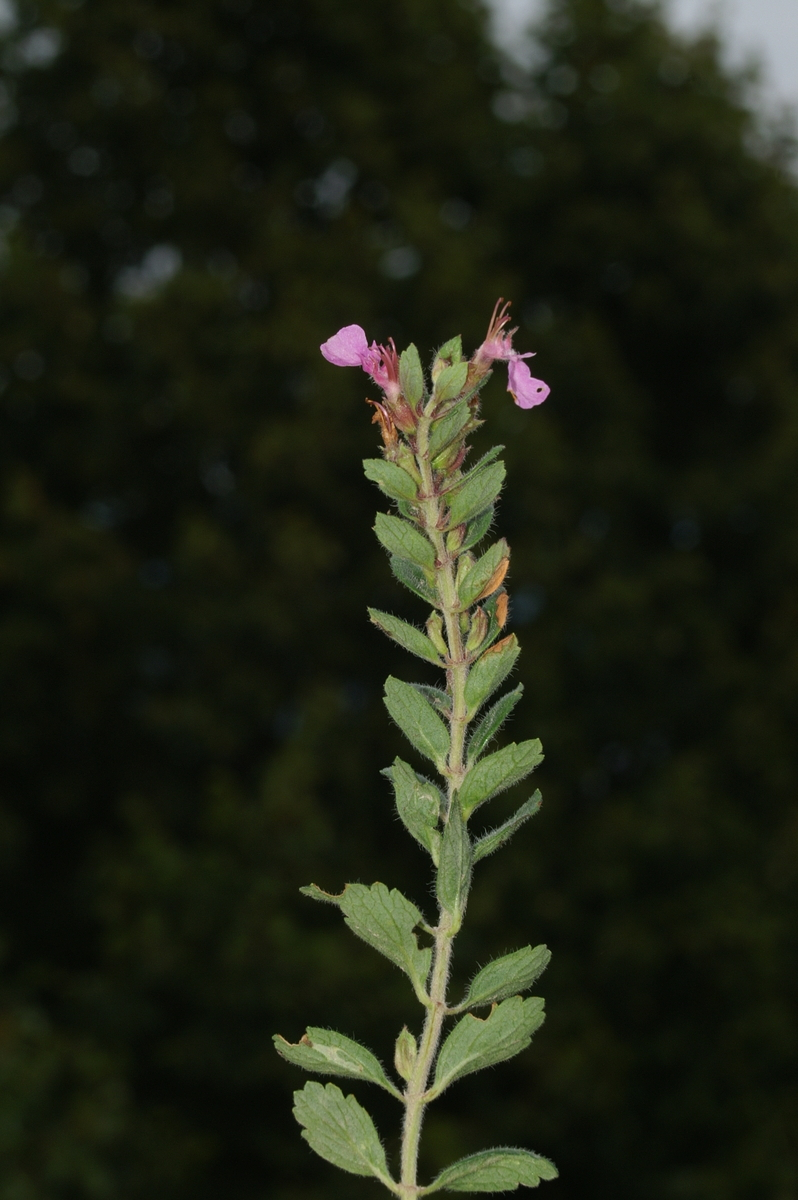
Pęd
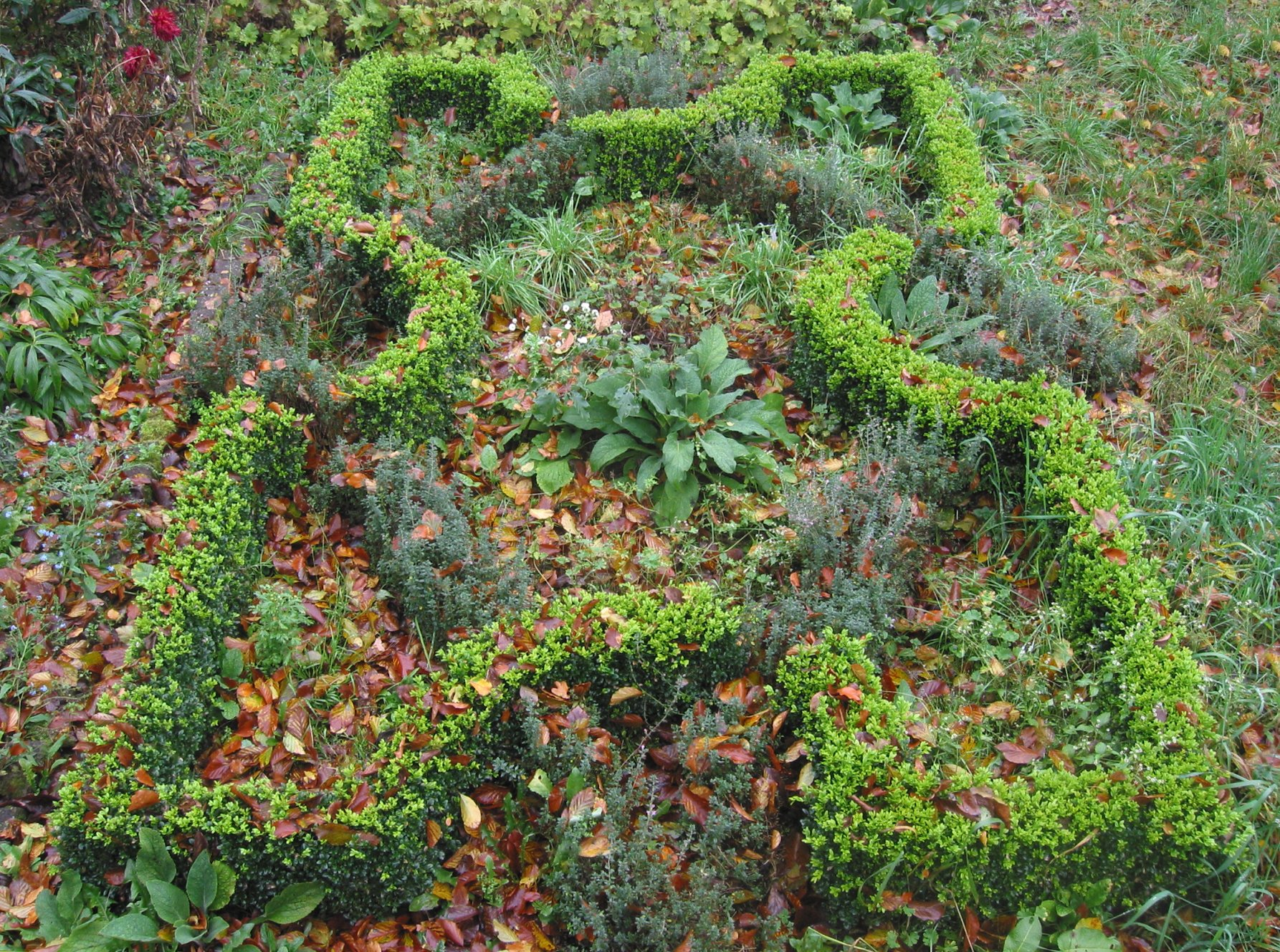
Obwódka z ożanki właściwej
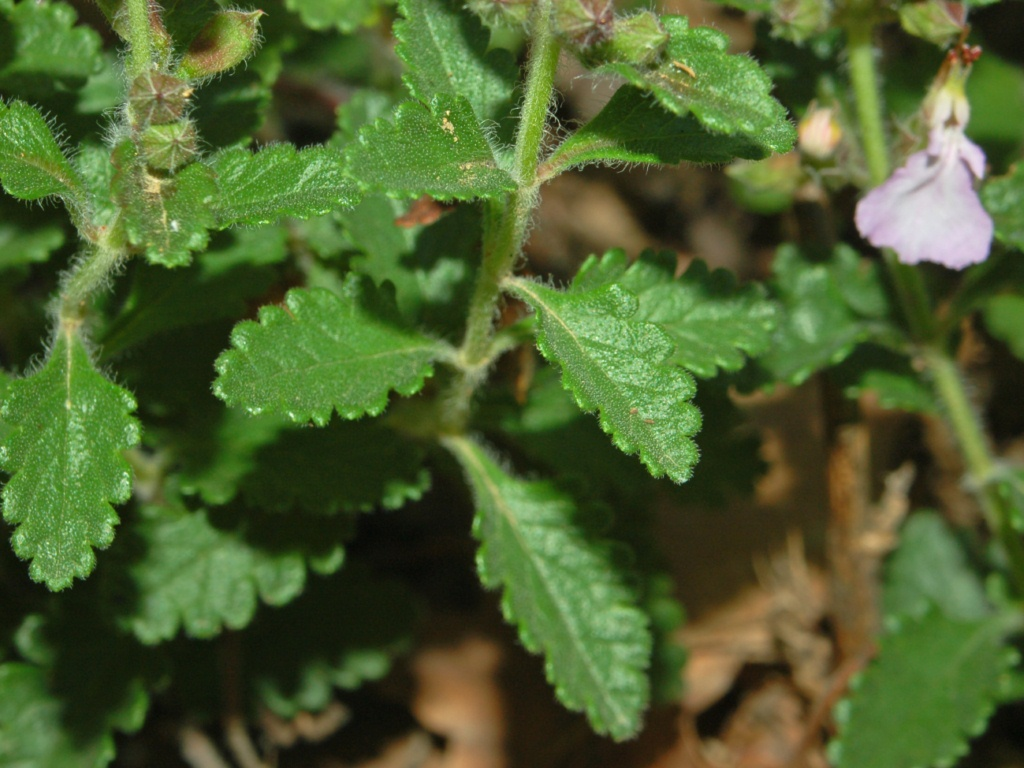
Liście

## Biologia i ekologia
RozwójPodkrzew, chamefit. Kwitnie od lipca do września. Jest owadopylny. Nasiona lekkie, rozsiewające się samorzutnie (barochoria). Długo zachowują zdolność kiełkowania. Rozmnaża się także wegetatywnie.
SiedliskoSuche murawy, zarośla, polany, kamieniste i słoneczne zbocza. Gatunek charakterystyczny dla klasy Festuco-Brometea.
GenetykaLiczba chromosomów 2n = 60, 62.

## Zmienność
Gatunek zróżnicowany na 14 podgatunków i jedną odmianę:
- Teucrium chamaedrys subsp. albarracinii (Pau) Rech.f. – występuje w Hispanii i Francji
- Teucrium chamaedrys subsp. algeriense Rech.f. – rośnie w Algierii
- Teucrium chamaedrys subsp. chamaedrys – występuje w całym zasięgu gatunku
- Teucrium chamaedrys subsp. germanicum (F.Herm.) Rech.f. – rośnie we Francji i Niemczech
- Teucrium chamaedrys subsp. gracile (Batt.) Rech.f. – występuje w Maroku i Algierii
- Teucrium chamaedrys subsp. lydium O.Schwarz – rośnie w Grecji i Turcji
- Teucrium chamaedrys var. multinodum Bordz. – występuje w Kaukazie Południowym
- Teucrium chamaedrys subsp. nuchense (K.Koch) Rech.f. – rośnie w Kaukazie
- Teucrium chamaedrys subsp. olympicum Rech.f. – występuje w Grecji
- Teucrium chamaedrys subsp. pectinatum Rech.f. – rośnie we Francji i Włoszech
- Teucrium chamaedrys subsp. pinnatifidum (Sennen) Rech.f. – występuje w Hiszpanii, Francji, na Balearach i Korsyce
- Teucrium chamaedrys subsp. sinuatum (Celak.) Rech.f. – rośnie w Turcji, Iraku i Iranie
- Teucrium chamaedrys subsp. syspirense (K.Koch) Rech.f. – występuje w Turcji, Iranie i na Krymie
- Teucrium chamaedrys subsp. tauricola Rech.f. – rośnie w Turcji i Syrii
- Teucrium chamaedrys subsp. trapezunticum Rech.f. – występuje w Turcji i Kaukazie Południowym

## Zastosowanie i uprawa
- Roślina lecznicza, dawniej używana w medycynie ludowej[7]. Ziele pobudza przemianę materii i oczyszcza krew[6].
- Roślina ozdobna. Nadaje się na rabaty, obwódki oraz do obsadzania murów i zboczy. Najlepiej rośnie na przepuszczalnej i jałowej glebie na słonecznym stanowisku. Rozmnaża się przez wysiew nasion wiosną, lub przez podział kęp jesienią. Strefy mrozoodporności 5-10[10].

## Zagrożenia i ochrona
Umieszczona na polskiej czerwonej liście w kategorii NT (bliski zagrożenia).